# Slaget vid Ishibashiyama
Slaget vid Ishibashiyama (石橋山の戦い, Ishibashiyama no tatakai) var det första slaget där Minamoto no Yoritomo var befälhavare för Minamotos styrkor. Han skulle tio år senare bli shogun.
Slaget utkämpades den 14 september 1180 i närheten av det som nu är staden Odawara, i Kanagawa prefekturen nära Yoritomos högkvarter vid Kamakura.

## Slaget
Taira-klanens ledare Kiyomori attackerade Minamatos läger i nattens mörker med 3000 soldater. Ytterligare 300 soldater under ledning av Itō Sukechika föll försvararna i ryggen.
Försvararna fick dock god hjälp av delar av Kiyomoris styrka, som i hemlighet var lojala med Minamoto. Dessa kunde störa slaget utan att avslöjas, tack vare mörkret och de svåra väderförhållanden som rådde. Eftersom den försvarande styrkan var numerärt underlägsen räckte inte detta. Minamotos styrkor drog sig tillbaka under hårda strider och kom till en slutuppgörelse intill ett ihåligt träd. När kampen var förlorad sägs Minamaoto ha gömt sig i trädet tillsammans med en följeslagare - ett tema som kan kännas igen från fler japanska samurajberättelser. Härifrån skulle han senare ha smugglats ut av sina allierade i fiendearmén.